# الوظيفة الزروقية
الْوَظِيفَةُ الزَّرُّوقِيَّةُ أو سَفِينَةُ النَّجَا لِمَنْ إِلَى اللَهِ اِلْتَجَا هي دعاء في الصوفية منتظم يمارسه أتباع الطريقة الشاذلية من الصوفية والذي سطره الأول هو "سَفِينَةُ النَّجَا لِمَنْ إِلَى اللَهِ اِلْتَجَا".

## التوظيف
بدأت هذه الوظيفة [الإنجليزية] وقام بتجميعها الفقيه الصوفي السني المالكي أحمد زروق (1442-1493 م)، مؤسس الفرع الزروقي من الصوفية الشاذلية. لتدريب المُريد أو أتباعه على تلاوة أذكار الصباح والمساء يوميًا. قام هذا العالم المسلم والشيخ الصوفي بتجميع مجموعة من الآيات القرآنية والأدعية النبوية المخصصة لأذكار الصباح والليل التي يجب على المريد الالتزام بها بجدية. كان زروق، الذي درس في بجاية، معروفًا في العالم الإسلامي.
وقد أخذت عناصر هذه الوظيفة من "باب أذكار الصباح والمساء" في كتاب النووي (1233-1277) المُعنون الأذكار المنتخب من كلام سيد الأبرار.
لا يوجد تصوف إلا من خلال فقه، ولا يوجد فقه إلا من خلال التصوف.

## الممارسة
وتقرأ هذه الوظيفة فرديًا أو جماعيًا بعد صلاة الفجر في الصباح وبعد صلاة العصر في المساء. تبدأ التلاوة بلفظ التعوذ ثم البسملة ثم الآية 163 من سورة البقرة.
ثم تأتي تلاوة الآية 1 من سورة آل عمران، ثم الآية 111 من سورة طه، ثم آية الكرسي.
تتوالى الآيات في التلاوة مع تكرار محدد لكل منها. ثم يقرأ المريد الأدعية الصحيحة التي رواها النبي محمد، والتي تتعلق بالصباح والمساء، وكذلك بصالح الفرد والجماعة.
ويكتمل محتوى الوظيفة أخيرًا بتلاوة الآيات الثلاث الأخيرة من الآية 180 إلى الآية 182 من سورة الصافات.

## طالع أيضًا
- الوظيفة [الإنجليزية]
- دعاء
- الذكر
- ورد
- النووي
- أحمد زروق
- الشاذلية
- الأذكار المنتخب من كلام سيد الأبرار

## روابط خارجية
- Wazifa Zarruqiyya with text على يوتيوب
- Wazifa Zarruqiyya على يوتيوب
- Wazifa Zarruqiyya explained by mufti Ali Gomaa على يوتيوب
- Wazifa Zarruqiyya على يوتيوب
- Wazifa Zarruqiyya على يوتيوب